# David Lopes

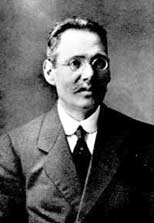
David Lopes

David Lopes (* 17. April 1867 in Sertã; † 3. Februar 1942 in Lissabon) war ein portugiesischer Romanist, Lusitanist, Arabist und Historiker.

## Leben und Werk
Lopes besuchte das Gymnasium in Lissabon. Er studierte von 1889 bis 1892 in Paris an der École pratique des hautes études und an der École nationale des langues orientales vivantes. 1895 schloss er sein Studium am Curso Superior de Letras in Lissabon ab und wurde Gymnasiallehrer für Französisch. Ab 1902 war er Professor für Französisch am Curso Superior de Letras und ab 1911 (mit dessen Eingliederung in die Universität) in gleicher Funktion an der Universität Lissabon. Dort lehrte er dann von 1914 bis zu seiner Emeritierung 1937 das Fach Arabisch.
1911 war Lopes Mitbegründer der Portugiesischen Gesellschaft für Geschichtswissenschaft. Er war Mitglied der Academia das Ciências de Lisboa (1915). An der Universität Lissabon trägt das Institut für Arabistik und Islamistik seinen Namen.

## Werke
- (Hrsg.) Textos em aljamia portuguesa. Documentos para a historia do dominio português em Safim, Lissabon 1897, 1940
- (Hrsg.) Chronica dos reis de Bisnaga. Manuscripto inedito do seculo XVI, Lissabon 1897
- (Hrsg. und Übersetzer) Historia dos Portugueses no Malabar por Zinadím. Manuscripto arabe do seculo XVI, Lissabon 1898
- (Hrsg.) Bernardo Rodrigues, Anais de Arzila. Crónica inédita do século XVI, por , 2 Bde., Lissabon 1915–1927
- Historia de Arzila durante o dominio português (1471-1550 e 1577-1589), Coimbra 1924
- A expansão da língua portuguesa no Oriente durante os séculos XVI, XVII e XVIII, Barcelos 1936, Porto 1969, 1982 
  - A expansão em Marrocos, Lissabon 1989
- Paginas olisiponenses, hrsg. von Fernando Castelo-Branco, Lissabon 1968
- Nomes árabes de terras portuguesas, hrsg. von José Pedro Machado, Lissabon 1968